# Estudio Op. 10, n.º 4 (Chopin)

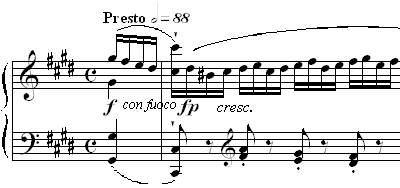
Fragmento del Estudio Op. 10, n.º 4.

El Estudio Op. 10, n.º 4 en Do sostenido menor es un estudio para piano compuesto por Fryderyk Chopin en el año 1830. Esta pieza se indica un tempo muy rápido, con constantes semicorcheas y fluctuaciones de la melodía. Se trata de uno de los estudios más conocidos y difíciles de Chopin. En este caso, se centra en desarrollar la habilidad de poder hacer bien distinguible la melodía, que pasa continuamente de una mano a otra. 
También es conocido bajo el título de "Torrent" (francés: torrente).

## Estructura y técnica
El estudio es episódico en longitud y complejidad y presenta cuatro secciones diferenciadas. Poco después de haberse introducido el primer tema, el estudio progresa con rapidez hacia un segundo tema, de breve duración. Luego continúa con una repetición del primer tema, lo que sería la tercera parte de la pieza. Esta repetición lleva directamente hacia el clímax de la obra y finalmente al coda, siendo esta una de las partes más complicadas del estudio, consiste en una serie de arpegios en los que hay que repetir la nota do sostenido alternando los dedos 1 y 4 (pulgar y anular) con posiciones muy incómodas, lo que provoca que la Coda sea muy difícil de tocar acertadamente. 
Hay muchos elementos musicales que aumentan la dificultad general de este importante estudio. El fraseo es frecuente e independiente; muchas ediciones incluyen pedal, a pesar de que no se podían encontrar dichas indicaciones en la pieza original; que debe ser interpretada sin el pedal.
La tonalidad, Do sostenido menor, provoca que se den posiciones extrañas en la digitación, especialmente durante el segundo tema, que consiste casi completamente en arpegios de acordes de séptima disminuida.